# Bangiomorpha pubescens
Bangiomorpha pubescens — викопний вид червоних водоростей родини Bangiaceae. Скам'янілі рештки водоростей виявлені у відкладеннях формації Гантінг на острові Сомерсет в Канаді. Гірська порода цієї формації датується 1047 млн роками. Організм сильно нагадує сучасну червону водорость Bangia. Копалина включає диференційовані репродуктивні клітини, що є найдавнішим свідченням статевого розмноження. Статеве розмноження посилило генетичні варіації, що призвело до збільшення швидкості еволюції та диверсифікації еукаріотів.